# Deltasaurus
Deltasaurus is een geslacht van uitgestorven temnospondyle Batrachomorpha (basale 'amfibieën') uit het Laat-Trias (Carnien) uit de familie Rhytidosteidae. De typesoort is Deltasaurus kimberleyensis.

## Beschrijving
Deltasaurus is een temnospondyl met een amfibische levenswijze uit de familie Rhytidosteidae. Hij had vier ledematen, een staart en talloze kleine tandjes. Men denkt dat het een visetende carnivoor is geweest. Deltasaurus onderscheidt zich van andere Australische soorten van de Rhytidosteidae door de rechte buitenzijden van de schedel, met een profiel als de Griekse letter Delta in plaats van de parabolische omtrek van Rewana quadricuneata, Arcadia myriadens en Derwentia warreni.

## Verspreiding
Een stereospondyle soort werd opgegraven op locaties in West-Australië en Tasmanië in schalieafzettingen, die dateren uit het Laat-Perm tot het Vroeg-Trias.

## Taxonomie
Het geslacht werd in 1965 opgericht door John William Cosgriff, toen hij twee nieuwe soorten beschreef die in het noordwesten van Australië waren ontdekt. De auteur herkende een affiniteit met andere geslachten die gelieerd zijn aan de familie Rhytidosteidae die in Afrika waren ontdekt, en stelde hun opstelling voor aan de nieuwe superfamilie Rhytidosteoidea.
Het is het meest voorkomende dierlijke fossiel van de Blina Shale, een fossielenafzetting aan het oostelijke uiteinde van de Erskine Range in de Kimberley-regio van West-Australië. Er is ook een exemplaar verzameld uit de Knocklofty Sandstone-afzetting in Tasmanië.
Het geslacht plaatst twee fossiele taxa, Deltasaurus kimberleyensis, de typesoort die ongeveer negentig centimeter lang werd, gebaseerd op holotype WAM 61.1.44, een schedel, en Deltasaurus pustulatus, de 'gepuiste', ook beschreven door Cosgriff in 1965, gebaseerd op specimen BMR F.21775, een schedeldak. Het geslacht is op verschillende manieren in latere rangschikkingen geplaatst, ooit als een familie Derwentiidae die de Australische taxa scheidden van Indobrachyops op het Indiase subcontinent. Een herziening van de Rhytidosteidae (Stereospondyli: Trematosauria), gepubliceerd in 2011, paste fylogenetische methoden toe om de verwantschappen van de geslachten opnieuw te beoordelen en de Derwentiidae in rang te verminderen tot een nieuwe onderfamilie van Rhytidosteidae die het geslacht Indobrachyops omvatte als een oostelijke groepering uit Gondwana van Australische en Indiase rhytididen.